# Ardit Beqiri
Ardit Beqiri (Scutari, 13 febbraio 1979) è un allenatore di calcio ed ex calciatore albanese, di ruolo difensore.

## Carriera

### Nazionale
Ha giocato anche nella Nazionale albanese dal 2002 al 2006, con la quale ha collezionato 12 presenze.

## Palmarès

### Club

#### Competizioni nazionali
- Campionato albanese: 1

Tirana: 2004-2005
- Coppa d'Albania: 1

Partizani Tirana: 2003-2004
- Kategoria e Parë: 1

Partizani Tirana: 2000-2001